# Ambodimahabibo
Ambodimahabibo est une commune urbaine malgache située dans la partie centre-sud de la région de Sofia.